# 太田佳織
太田 佳織（おおた かおり、11月19日 - ）は、日本の女性声優。フリー。栃木県出身。

## 人物
幼少期、風呂で頭を洗っていた母のために、「お湯汲んであげるね～」と言って以降声がしなくなり、湯船に沈んでおり、母も物心ついたくらいに同じことをしていたという。母は太田に「子供が生まれたら絶対お風呂に沈むから気をつけてね！」と言われていたという。
小学校低学年での将来の夢が「お嫁さん」であったという。
小学校高学年の時にテレビアニメ『魔神英雄伝ワタル』を見て、職業としての声優を知り、目指した。
母は高校時代は演劇部に所属していたが、太田も高校時代は演劇部に所属しており、学生時代、母と同じく合唱部に所属していた。
母と同じく高校卒業後、上京して東京都杉並区に住んでいたという。
以前はT-projectに所属していた。
2012年9月、ブログで7月に入籍したことと妊娠中であることを発表。11月29日に男児を出産。
一人っ子である

## 出演作品

### テレビアニメ
- テニスの王子様（チョコレーツ）
- ToHeart2（吉岡チエ）

### OVA
- OVA ToHeart2（吉岡チエ）
- ふたりエッチ

### ゲーム
- AQUAPAZZA（よっち）
- イース -ナピシュテムの匣-（クレヴィア、ウェヌカ、ニース）
- エヌアイン完全世界（テンペルリッター）
- ToHeart2（吉岡チエ）
  - ToHeart2 ダンジョントラベラーズ（吉岡チエ）
  - ハートフルシミュレーター PACHISLOT ToHeart2（吉岡チエ[8]）